# Sant'Antimo (vino)
Il Sant'Antimo è una DOC riservata ad alcuni vini la cui produzione è consentita nella provincia di Siena.

## Zona di produzione
La zona di produzione comprende parte del territorio dei seguenti comuni:
Provincia di Siena
- Montalcino

## Disciplinare
Il Sant'Antimo DOC è stato istituito con DM 18 gennaio 1996 pubblicato sulla Gazzetta Ufficiale n. 26 del 1 febbraio 1996.
Successivamente è stato modificato con:
- Rettificato DM 2 luglio 1996 G.U. 163 - 13 luglio 1996;
- DM 30 novembre 2011 G.U. 295 – 20 dicembre 2011;
- La versione in vigore è stata approvata con DM 07 marzo 2014 - Pubblicato sul sito ufficiale del Mipaaf Sezione Qualità e Sicurezza Vini DOP e IGP[1]